# Le Mystère du loup
Pour plus de détails, voir Fiche technique et Distribution.
Le Mystère du loup (Suden arvoitus) est un film dramatique finlando-suédo-britannique réalisé par Raimo O. Niemi, sorti en 2006.

## Synopsis
Aux confins du Grand Nord, en Laponie finlandaise, Salla (Tiia Talvisara), une jeune fille, possède un don particulier avec une meute de loups qui vivent dans les bois autour de son village. Un jour, deux louveteaux tombent aux mains des braconniers, elle tente de les sauver.

## Fiche technique
Sauf indication contraire, les informations mentionnées dans cette section peuvent être confirmées par la base de données cinématographiques IMDb,  présente dans la section « Liens externes ».
- Titre : Le Mystère du loup
- Titre original : Suden arvoitus
- Titre international : Mystery of the Wolf
- Réalisation : Raimo O. Niemi
- Scénario : Heikki Vuento
- Casting : Hanna Jakku, Tutsa Paananen, Pia Pesonen
- Direction artistique : Risto Karhula
- Décors : Risto Karhula
- Costumes : Merja Väisänen
- Son : Paul Jyrälä
- Photographie : Kari Sohlberg
- Montage : Jukka Nykänen
- Musique : Sarah Class
- Production : Leila Lyytikäinen
- Sociétés de production : Kinoproduction, Film and Music Entertainment (F&ME), Filmlance International AB, Yleisradio (YLE)
- Sociétés de distribution : Nordisk Film, Nordisk Film International Sales, Yleisradio (YLE)
- Société d'effets spéciaux : Men From Mars
- Budget de production : 1 900 000 €
- Pays d'origine :  Finlande,  Suède,  Royaume-Uni
- Langues : Finnois
- Format : Couleurs - 2,35:1 - DTS / Dolby Digital - 35 mm
- Genre : Aventure, drame
- Durée : 96 minutes (1 h 36)
- Dates de sorties en salles :  Finlande : 3 décembre 2006 (Festival du film de Leffakansio), 15 décembre 2006 (sortie nationale)

## Distribution
- Tiia Talvisara : Salla Köngäs
- Janne Saksela : Matias Laiti
- Vuokko Hovatta : Laila Morgam
- Miia Nuutila : Kirsti Köngäs
- Kari-Pekka Toivonen : Antti Köngäs
- Peter Franzén : Antero Venesmaa
- Juha Kukkonen : Värrö
- Eero Milonoff : Lompolo
- Petri Hanttu : Ropinpalo
- Ville Haapasalo : Paulus Morgam
- Taisto Reimaluoto : Nils Laiti
- Pekka Huotari : Törmänen
- Topi Marin : Vellu
- Anna-Leena Härkönen : la mère de Vellu
- Jaana Kahra : l'enseignant
- Ahti Kuoppala : Kessi
- Leena Suomu : la vieille femme
- Virve Aikio : Bar Helper
- Antti Korva : Jari Muotka
- Venla Väänänen : Salla, enfant
- Jonne Luukkonen : Little-Pietu
- Kristiina Elstelä : la principal

## Distinctions
| Année | Distinction                                          | Catégorie                | Nom            | Résultat   |
| ----- | ---------------------------------------------------- | ------------------------ | -------------- | ---------- |
| 2007  | Jussis                                               | Meilleure photographie   | Kari Sohlberg  | Nomination |
| 2007  | Lübeck Nordic Film Days                              | Prix du jury des enfants | Raimo O. Niemi | Lauréat    |
| 2008  | Festival du film international du Caire pour enfants | Meilleur film            | Raimo O. Niemi | Lauréat    |